# Einar Karlsson (fotbollsspelare)
Einar Karlsson, född 1 augusti 1909, död 23 oktober 1967, var en svensk fotbollsspelare (vänsterhalv) som representerade Gårda BK.

## Biografi

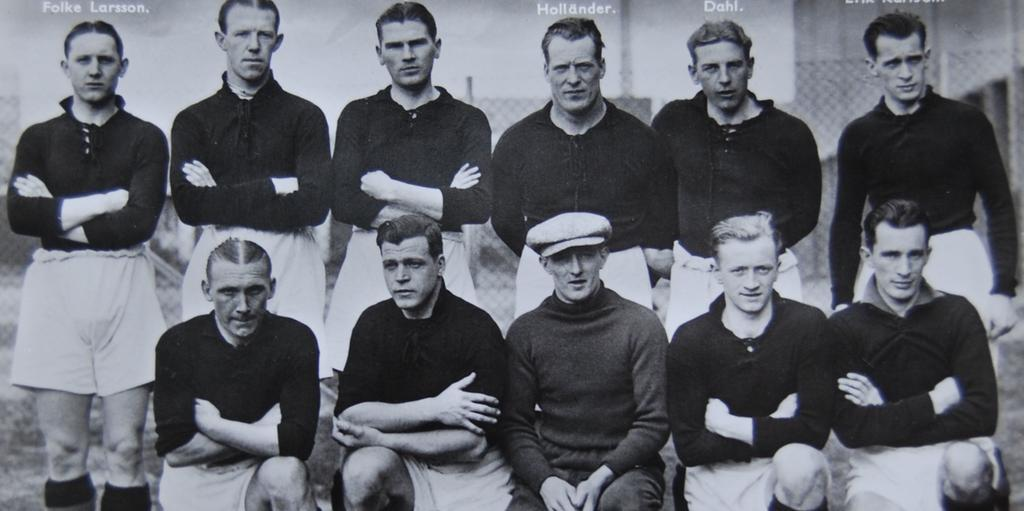
Gårda BK 1937/1938. Einar Karlsson knästående längst till höger.

Karlsson tillhörde under sin klubbkarriär bland annat Gårda BK, som säsongen 1934/35 via kvalspel sensationellt slog ut Malmö FF för att ta sig till Allsvenskan. I Allsvenskan spelade han sedan 164 matcher (0 mål) mellan 1935 och 1943. Med detta toppar han listan över flest allsvenska matcher för klubben; han missade endast tolv av Gårdas sammanlagt 176 matcher i högstaligan.

### Landslagskarriär
Einar Karlsson spelade under åren 1935–1938 sammanlagt 3 landskamper (0 mål).